# Сорокопуд білокрилий
Сорокопуд білокрилий (Lanius mackinnoni) — вид горобцеподібних птахів родини сорокопудових (Laniidae).

## Поширення
Вид досить поширений у тропічній частині Західної та Центральної Африки. Трапляється в Анголі, Бурунді, Камеруні, Конго, Демократичній Республіці Конго, Екваторіальній Гвінеї, Габоні, Кенії, Нігерії, Руанді, Танзанії та Уганді. Мешкає на лісових галявинах, у вторинних та мозаїчних лісах, у савані, починаючи від рівня моря приблизно до висоти 2200 м над рівнем моря.

## Опис
Птах завдовжки близько 20 см. Дорослий самець має сірувато-чорну голову і спину, білий, білі брови та плечі і чорні крила. Хвіст чорний з білими краями. Черево біле. Самиця схожа, лише на боках має руді плями. Неповнолітній сірувато-коричневого, смугастого забарвлення.